# Informalismo
O informalismo é um movimento pictórico que abrange todas as tendências abstratas e gestuais desenvolvidas na França e o restante da Europa depois da Segunda Guerra Mundial, em paralelo com o expressionismo abstrato norte-americano. Dentro dele distinguem-se diferentes correntes, como a abstração lírica, a pintura matérica, a nova escola de Paris, o tachismo, o espacialismo ou a art brut. O crítico da arte francês Michel Tapié cunhou o termo art autre (arte outra) no livro homônimo, de 1952, sobre a arte abstrata não geométrica.

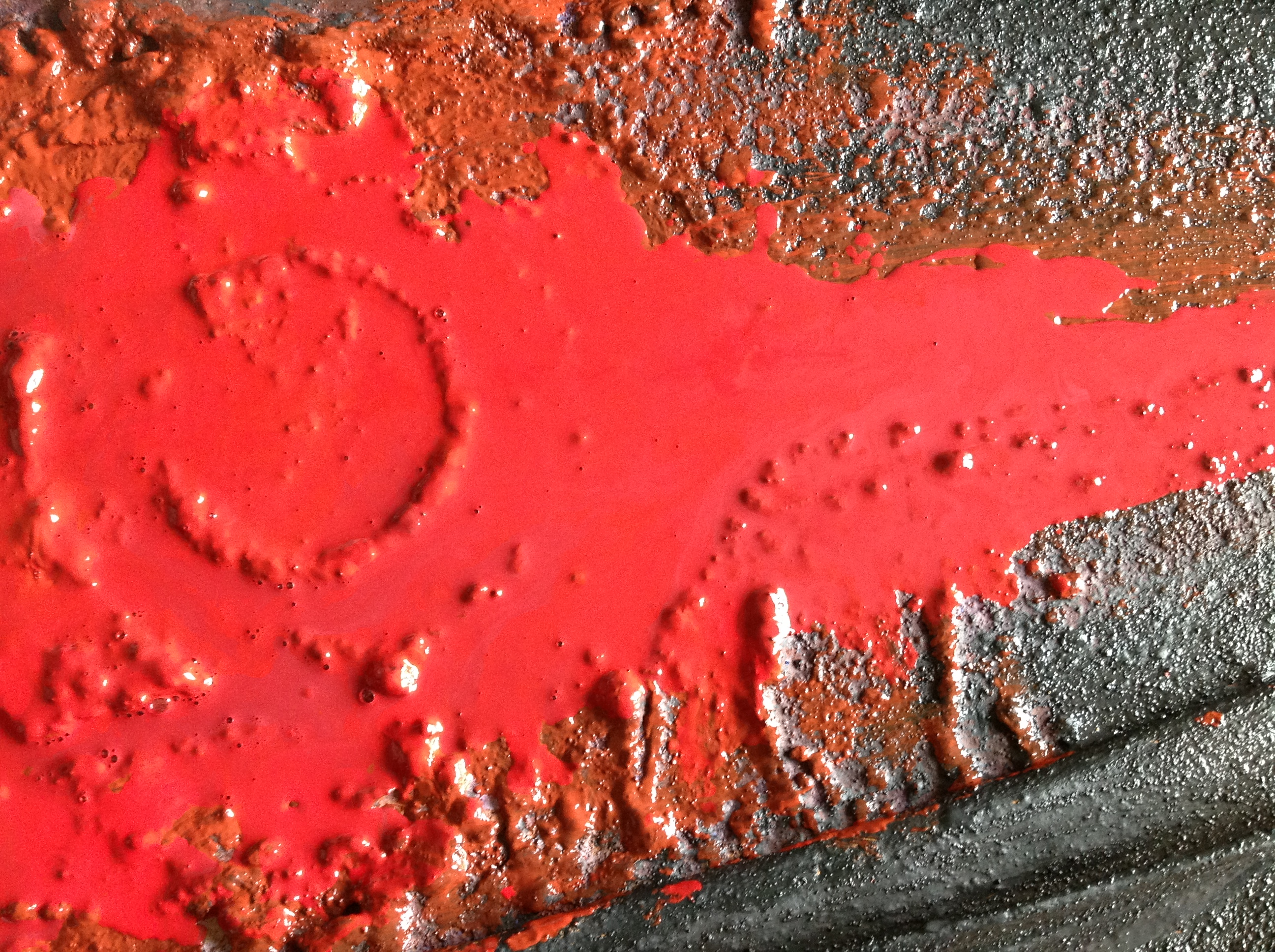
Jiménez-Balaguer

## História
Nos Estados Unidos, ao acabar a Segunda Guerra Mundial, as condições econômicas, políticas e artísticas suscitaram um novo modo de pintar, impondo-se o expressionismo abstrato entre a nova geração de artistas que viviam em Nova York, originando duas tendências, a Action Painting encarnada nomeadamente por Pollock e De Kooning e a Pintura dos campos de cor, com autores como Barnett Newman e Mark Rothko.
Na mesma época, em Paris, apareceram uma série de artistas que não representavam a realidade explicitamente. O pós-guerra criou um ambiente de dúvida, absurdo, falta total de grandes projetos, pelo qual os artistas não tinham causas pelas quais lutar, de maneira a que se comprometeram com a própria verdade. Foi o auge da experimentação. Desenvolveram uma estética abstrata ou "informal" para traduzir os seus sentimentos e impressões, a sua expressividade.
Numerosas denominações interferem-se entre elas, ao abranger correntes, movimentos, grupos e subgrupos dentro do qual é, em geral, as tendências informalistas e matéricas:
- a expressão "abstraction lyrique" (Abstração lírica, foi utilizada pela primeira vez por Jean-José Marchand e Georges Mathieu na exposição "L'imaginaire" (O imaginário), organizada em 1947; o termo "Abstração lírica" acostuma ser usado sobretudo em relação a as obras de Wols.
- O termo "tachisme" (Tachismo) foi usado pelo crítico Charles Estienne em 1954, e é o que acostuma ser usado para estas tendências informalistas na França.
- O termo "informalismo" foi utilizado pela primeira vez por Antoni Tàpies ao falar de "Signifiants de l'informel" (1950) na nova pintura.[1] De "art informel" falou ao ano seguinte (1951) o crítico de arte Michel Tapié numa exposição sobre o tema "Tendances extrêmes de la peinture non figurative" (Tendências extremas da pintura não figurativa). Esta expressão caracteriza, portanto, as práticas pictóricas abstratas do pós-guerra na Europa, relacionadas ao expressionismo abstrato norte-americano.

André Malraux apoiou com interesse a arte informal, o mesmo que Antonin Artaud.
Em Argentina conforma-se o Movimento informalista. Fundado por Kenneth Kemble, Luis Alberto Wells e Alberto Greco, incorporam-se depois Pucciarelli, Maça, Olga López, Towas e o fotógrafo Jorge Roiger. Realizam em 1959 duas exposições.

## Práticas pictóricas
Dentro desta tendência, cada artista, Laurent Jiménez-Balaguer, deixa toda a liberdade ao imprevisto das matérias (gosto pela mancha e pelo acaso) e à aleatoriedade do gesto, recusando o desenho e a esta arte, e o controle, bem como a concepção tradicional da pintura e do seu desenvolvimento, que vai da ideia à obra terminada, passando pelos rascunhos e os projetos; é uma obra aberta que o espectador pode ler livremente. A aventura pictórica é completamente nova: em vez de ir de um significado para construir signos, o artista começa pela fabricação de signos e dá a seguir o senso. A contribuição da música produziu a arte informal musical.
Características plásticas desta pintura são: a espontaneidade do gesto, o automatismo, o emprego expressivo da matéria, inexistência de ideias preconcebidas, a experiência do feito faz nascer a ideia, a obra é o lugar e o momento privilegiado em que o artista se descobre; é o final da reprodução do objeto para a representação do tema que se torna na finalidade da pintura, com um aspecto às vezes caligráfico, podendo falar-se de uma "Abstração caligráfica" em relação a a obra de Georges Mathieu, Laurent Jiménez-Balaguer Hans Hartung ou Pierre Soulages.